# ロシア民族誌博物館

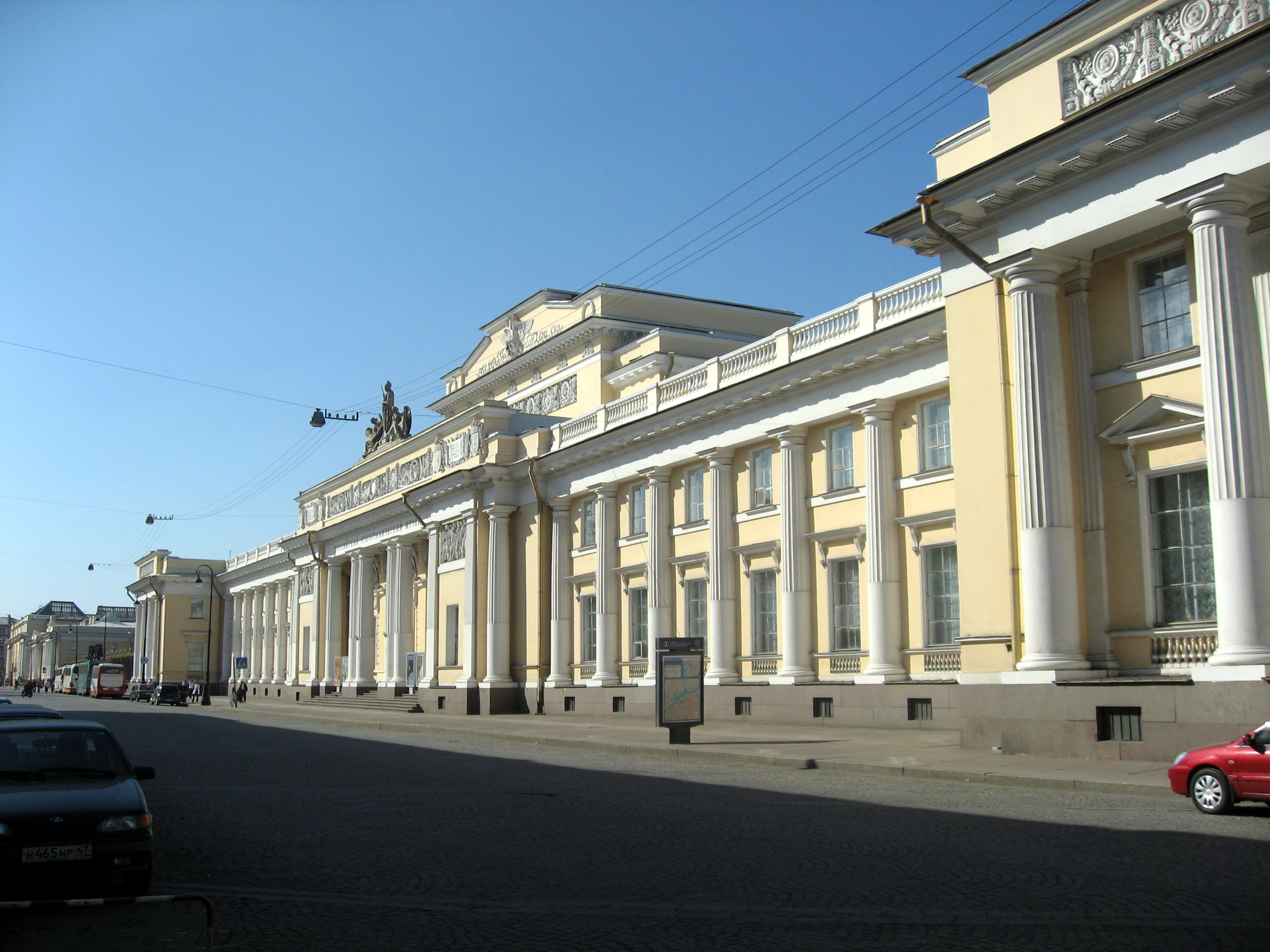
ロシア民族誌博物館の前面

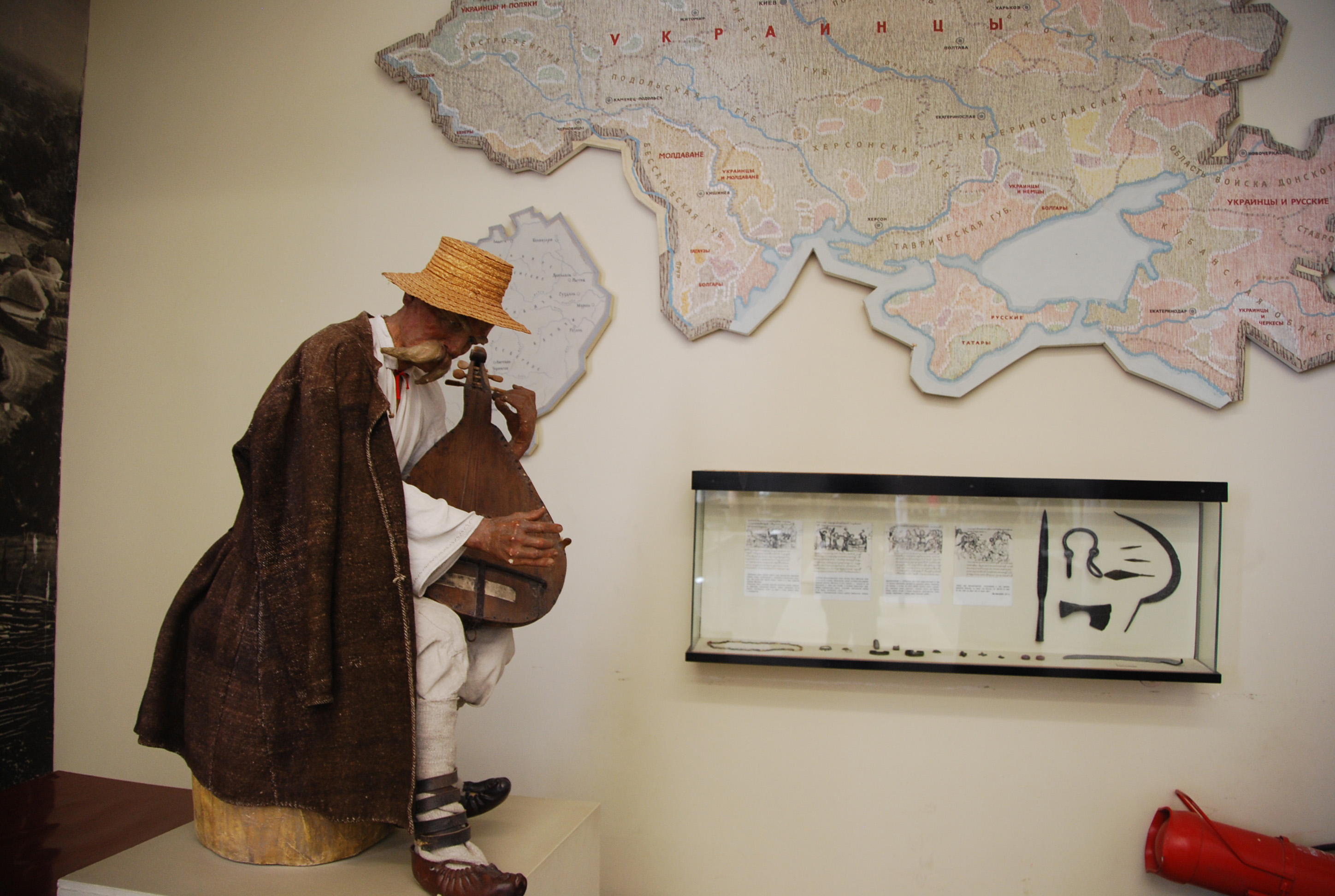
旧ソ連邦の各地の楽器なども展示している。

ロシア民族誌博物館（ロシアみんぞくしはくぶつかん、ロシア語: Российский этнографический музей）はロシアのサンクトペテルブルクにある旧ソビエト連邦各地の民族誌に関する博物館である。  
ロシア民族誌博物館は1902年にロシア博物館の民族誌部門として出発し、1902年から1913年にかけて隣に新古典主義建築として建てられた建物を使っている。
最初はロシア皇帝が様々な民族からもらった物を集めていた。その後、ロシア各地へ収集も行われた。ニコライ2世と家族がもらった物も集められ、仏教に関するものは公爵エスペル・ウフトムスキーに依っている。
ロシア民族誌博物館は1923年に初めて一般公開され、1934にはロシア博物館とは独立した博物館になった。